# إيبرت فان بيرن
إيبرت فـان بيرن (بالإنجليزية: Ebert Van Buren)‏ هو عالم نفس أمريكي، ولد في 6 ديسمبر 1924 في Tela ‏ في هندوراس، وتوفي في 14 يونيو 2019.